# Lydella jalisco
Lydella jalisco là một loài ruồi trong họ Tachinidae.